# Ronald Åhman
Ronald Åhman (oder: Ronald Åman; * 31. Januar 1957) ist ein ehemaliger schwedischer Fußballspieler.

## Laufbahn
Åhman begann seine Fußballkarriere bei Örebro SK. Dort debütierte er am 31. Juli 1975 im Spiel gegen GIF Sundsvall in der Allsvenskan. Bis 1978 lief er in 79 Spielen für den Klub in der schwedischen Eliteserie auf und stand dabei in 77 Partien in der Startelf. Nach dem Abstieg in die Division 2 wechselte er 1979 zum Ligarivalen Djurgårdens IF. 1984 beendete er seine Karriere. 1985 bis 1992 spielte er in der Reklamserien.
Åhman spielte zudem sieben Mal für die schwedische Nationalmannschaft. Beim 3:1-Erfolg über die Auswahl der BRD am 19. April 1978 im heimischen Råsundastadion stand er erstmals in Nationaljersey auf dem Rasen. Im Sommer gehörte er bei der Weltmeisterschaft 1978 zum Kader der Landesauswahl. Ohne dass er mitgewirkt hatte, scheiterte die Mannschaft nach nur einem Unentschieden und zwei Niederlagen in der ersten Gruppenphase. Anschließend kam er auch nur unregelmäßig zum Einsatz. Nach zwei Spielen in der Qualifikation zur Europameisterschaft 1980 kam er am 10. Juni 1979 zu seinem letzten Länderspieleinsatz, als sich die schwedische Auswahl 0:0-Unentschieden im Råsundastadion von England trennte.